# Arachnocephalus brincki
Arachnocephalus brincki is een rechtvleugelig insect uit de familie Mogoplistidae. De wetenschappelijke naam van deze soort is voor het eerst geldig gepubliceerd in 1955 door Lucien Chopard.